# Michele Orecchia
Michele Orecchia (26 de dezembro de 1903 – 11 de dezembro de 1981) foi um ciclista profissional italiano que competia em provas de ciclismo de estrada.
Ele competiu na estrada individual e por equipes, provas realizadas nos Jogos Olímpicos de 1928 em Amsterdã. Venceu uma etapa no Tour de France 1932.

## Palmarès
1927
Giro del Sestriere
1929
Giro d'Italia:
9º lugar na classificação geral
1932
Tour de France:
Vencedor da etapa 8